# Sielsowiet salnowski
Sielsowiet salnowski (ros. Сальновский сельсовет) – jednostka administracyjna wchodząca w skład rejonu chomutowskiego w оbwodzie kurskim w Rosji.
Centrum administracyjnym sielsowietu jest wieś (ros. село, trb. sieło) Salnoje.

## Geografia
Powierzchnia sielsowietu wynosi 85,28 km².

## Historia
Status i granice sielsowietu zostały określone ustawami z 2004 i z 2010 roku.

## Demografia
W 2017 roku sielsowiet zamieszkiwało 629 mieszkańców.

## Miejscowości
W skład sielsowietu wchodzą miejscowości: Salnoje, Bieriezniak, Diegtiarka, Dobroje Pole, Kolaczek, Krasnyj Pachar, Łobki, Obży, Pasiek, Posadka, Prilepy, Taboriszcze, Chołzowka, Jarosławka.